# Gregory Vallenilla
Gregory Del Valle Vallenilla Rivera (Anzoátegui, 8 settembre 1979 – Boca de Aroa, 22 luglio 2007) è stato un cestista venezuelano.

## Carriera
Con il Venezuela ha disputato i Campionati mondiali del 2006.